# Randallichthys filamentosus
Randallichthys filamentosus és una espècie de peix de la família dels lutjànids i de l'ordre dels perciformes.

## Morfologia
- Els mascles poden assolir 50 cm de longitud total.[2][3]

## Hàbitat
És un peix marí d'aigües profundes que viu entre 150-300 m de fondària.

## Distribució geogràfica
Es troba a les Hawaii, les Illes Cook, Nova Caledònia, Okinawa (Japó) i Tonga.

## Ús comercial
Es comercialitza fresc.